# Nine Black Alps
Nine Black Alps est un groupe de rock indépendant, de style indie/grunge de Manchester. Leur nom vient d'un vers d'une poésie de Sylvia Plath.

## Biographie
Formé en 2004, le groupe signé chez Island Records sort son premier album "Everything is" en 2005 puis un EP contenant des faces B nommé Glitter Gulch en 2006. Leur deuxième album studio "Love/Hate" paraît en 2007 toujours sur le même label qu'ils quitteront en 2008. Le troisième opus "Locked out from the Inside" produit par Dave Eringa devrait sortir pendant l'automne 2009. Le single Buy Nothing extrait de ce nouvel album est déjà paru.
Les influences sont diverses et vont de Nirvana jusqu'à  Weezer en passant par Foo Fighters, Pixies et Dinosaur Jr. Le groupe a tourné dans le nord de l'Europe et de l'Amérique ainsi qu'au Japon avec des artistes tels que Black Rebel Motorcycle Club, Weezer et Biffy Clyro. Ils sont connus pour leurs prestations live énergiques et anarchiques.

## Formation
- Sam Forrest : Chant et guitare
- David Jones : Basse et guitare
- Martin Cohen: Guitare et basse
- James Galley: Batterie